# Diego de Landa
Diego de Landa Calderón, O.F.M. (12 tháng 11 năm 1524 - 29 tháng 4 năm 1579) là một giám mục dòng Phan Sinh người Tây Ban Nha thuộc Giáo phận Công giáo La Mã Yucatán. Nhiều nhà sử học chỉ trích ông vì chiến dịch phá bỏ ngẫu tượng của người bản địa châu Mỹ, cùng với chương trình xét xử dị giáo chưa từng có tiền lệ do ông khởi xướng ở đại lục châu Mỹ (áp dụng nhục hình để rút lời khai đối với phạm nhân). Đáng chú ý là ông đã ra lệnh cho tiêu hủy hầu như toàn bộ số sách Maya rất đáng giá đối với giới sử học hiện đại, góp phần chôn vùi những kiến thức văn hóa và lịch sử bản địa cực kỳ quý hóa.